# Pfarrkirche Freischling

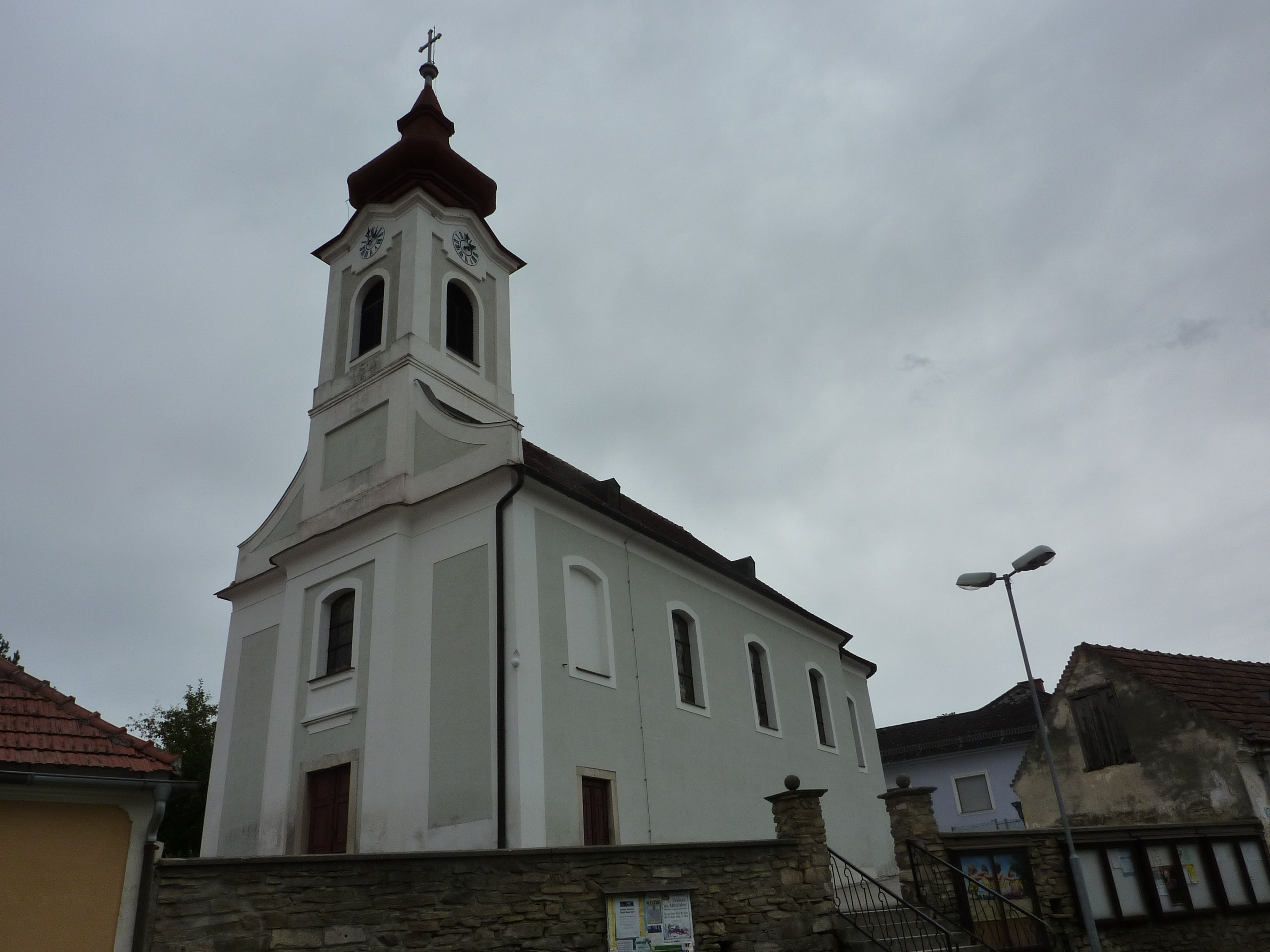
Katholische Pfarrkirche hl. Laurentius in Freischling

Die Pfarrkirche Freischling steht etwas erhöht im Dorf Freischling in der Marktgemeinde Schönberg am Kamp im Bezirk Krems-Land in Niederösterreich. Die dem Heiligen Laurentius von Rom geweihte römisch-katholische Pfarrkirche gehört zum Dekanat Horn in der Diözese St. Pölten. Die Kirche steht unter Denkmalschutz (Listeneintrag).

## Geschichte
Urkundlich wurde 1282 eine Kirche genannt. Im 14. Jahrhundert ein Vikariat bestand ab 1544 eine Filialkirche der Pfarre Gars am Kamp. 1783 wurde die Kirche zur Pfarrkirche erhoben. 1792/1793 erfolgte nach den Plänen des Baumeisters Adam Reininger ein Neubau der Kirche. 1951/1952 war eine Restaurierung.

## Architektur
Der Josephinische Saalbau hat eine Turmfassade. Die lisenengegliederte Westfassade hat einen Turmaufsatz zwischen eingeschwungenen Giebelschrägen. Der Turm trägt einen Zwiebelhelm. Am eingezogenen Chor steht ein Sakristeianbau.
Das Kircheninnere zeigt ein lisenengegliedertes Langhaus unter einer Flachdecke. Die Westempore steht platzlunterwölbt auf Säulen. Der eingezogene Chor hat nördlich eine Sakristei mit einem Oratorium.

## Ausstattung
Der Hochaltar Lamm Gottes mit einem Volutenaufbau um 1792 zeigt das Altarbild Glorie des hl. Laurentius von Johann Wallensberger (1794).
Die Orgel baute Franz Capek (1905). Eine Glocke nennt Mathias Prininger 1712.